# Gare de Lyon (stanice metra v Paříži)

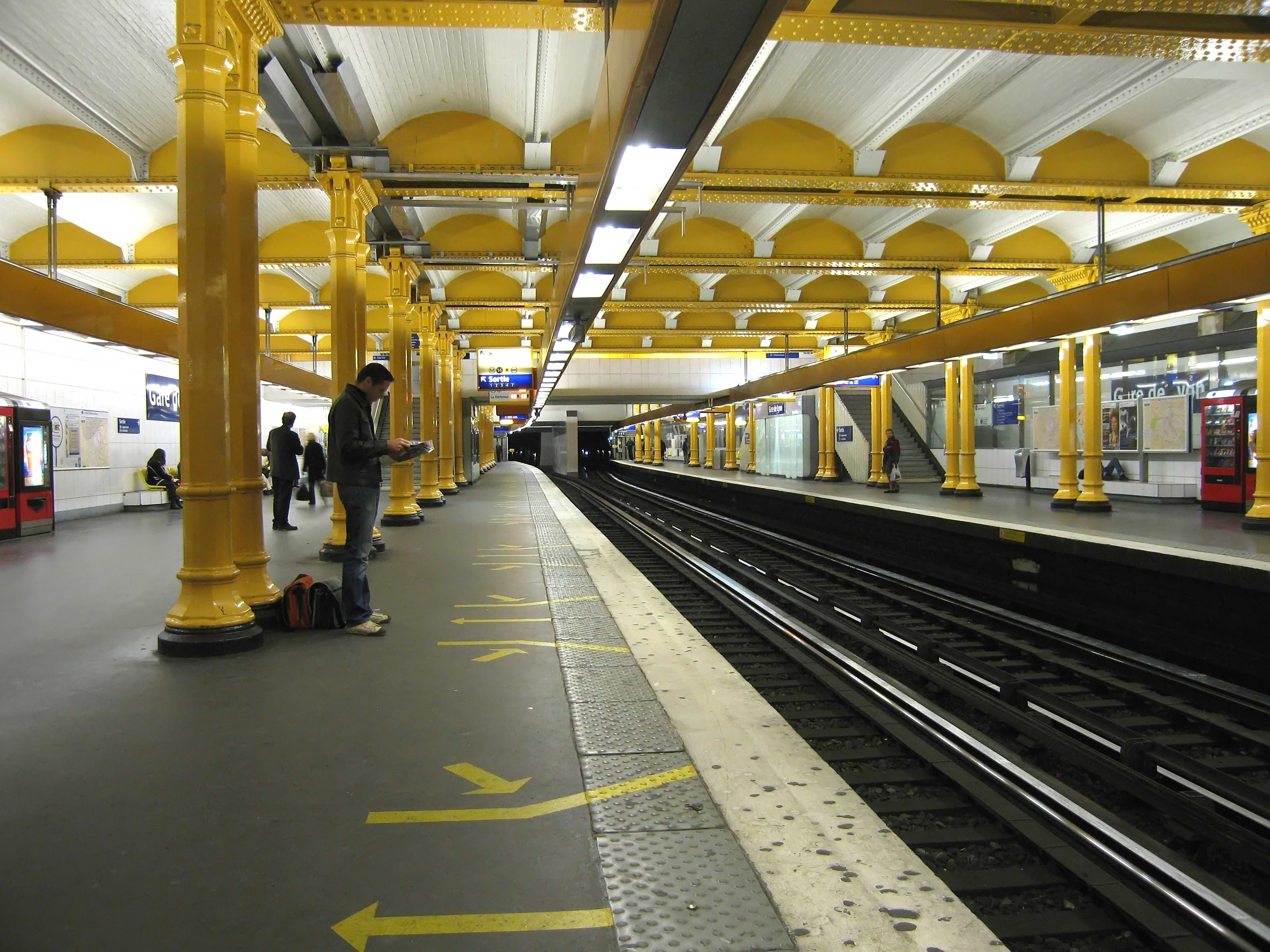
Nástupiště na stanici

Gare de Lyon je významná přestupní stanice pařížského metra v jihovýchodní části Paříže ve 12. obvodu. Kříží se zde nejstarší linka 1 a nejmladší linka 14. Kromě toho je zde umožněn přestup na linky RER A a D a také na železniční spoje, které odjíždějí z Lyonského nádraží do jihovýchodní Francie. Gare de Lyon je proto třetí nejvytíženější stanicí pařížského metra s 30,91 milióny cestujících, z čehož připadá 15,78 miliónu na linku 1 a 15,13 miliónu na linku 14 (2004).

## Historie

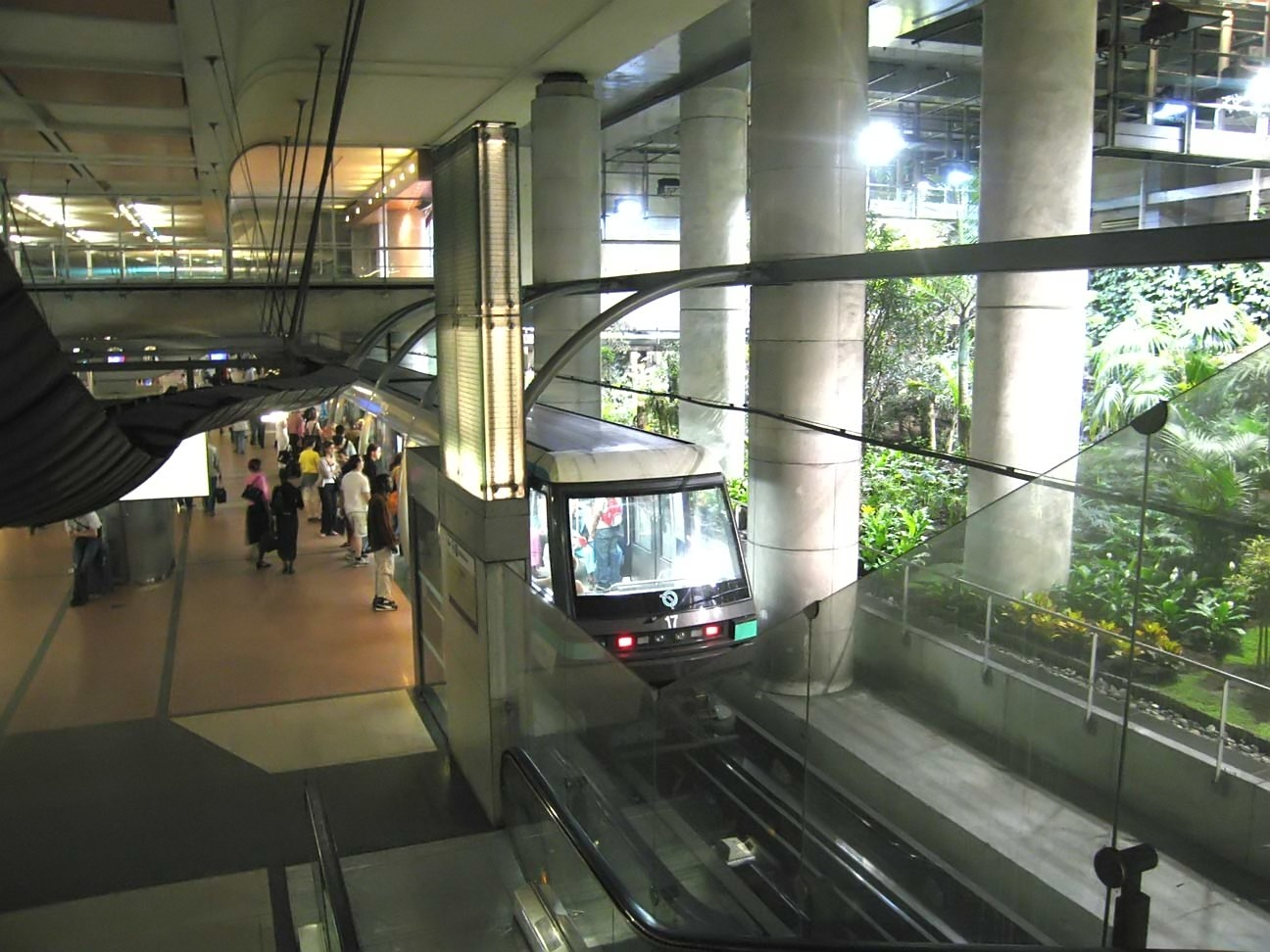
Zahrada na nástupišti linky 14

Stanice pro linku 1 byla otevřena 19. července 1900 jako součást vůbec první linky v Paříži. Byla postavena s délkou 100 metrů na rozdíl od ostatních stanic, jejichž nástupiště měly původně jen 75 metrů a musely být později rozšířeny kvůli přeměně vozů metra na pneumatikách. Stanice byla stavěna jako otevřená a posléze byla zakryta kovovou mostovkou širokou 23,9 m. Původně byly zamýšleny čtyři koleje a dvě nástupiště šest metrů široké, neboť tudy měla vést tehdejší linka 2, ale tento plán nebyl realizován a ve stanici zůstala jen linka 1. Nicméně v období od 1. srpna do 17. prosince 1906 byla na nejjižnější kolej provizorně napojena linka 5 ze stanice Gare d'Austerlitz. Po otevření stanice Quai de la Rapée bylo spojení zrušeno. Kolej je dnes nepoužívaná a izolovaná skleněnou stěnou u nástupiště ve směru na Château de Vincennes.
Kvůli přestavbě linky na automatický provoz bylo nástupiště upraveno během víkendu 18. a 19. července 2009.
Nástupiště pro linku 14 je v provozu od 15. října 1998. Nachází se jižně od Gare de Lyon v Rue de Bercy, podél nástupišť linek RER A a D. Široké nástupiště má koleje po stranách. Stanici zkrášluje exotická zahrada umístěná za skleněnou stěnou za kolejí ve směru do stanice Olympiades.
27. května 2009 byl schválen plán na vytvoření třetího přístupu uprostřed nástupiště, aby se usnadnil přístup na nástupiště a usměrnil tok přicházejích a vystupujících cestujících.

## Název
Jméno stanice je odvozeno od názvu nádraží, odkud jsou vypravovány vlaky na jihovýchod Francie, mj. také do Lyonu.

## Vstupy
- Schodiště před dům 26bis na Boulevard Diderot
- Východ u Ministerstva hospodářství a financí
- Cour de Châlon
- Rue de Bercy
- Place Henri Fresnay
- Schodiště před dům 25 na Boulevard Diderot
- Rue de Châlon
- Rue Villot
- Eskalátor před domy 203 a 205 v Rue Van Gogh
- Schodiště před dům 167 na Rue de Bercy u Maison de RATP